# Axinotarsus varius varius
Axinotarsus varius varius é uma subespécie de insetos coleópteros polífagos pertencente à família Malachiidae.
A autoridade científica da subespécie é Uhagon, tendo sido descrita no ano de 1901.
Trata-se de uma subespécie presente no território português.